# 소라야 가세미
소라야 가세미(페르시아어: ثریا قاسمی, 영어: Soraya Ghasemi, 1940년 12월 19일 ~ )는 이란의 배우이다. 2002년 파즈르 국제 영화제 크리스털 시무르그 여우주연상 수상자이다.